# Fluorescentiemicroscopie

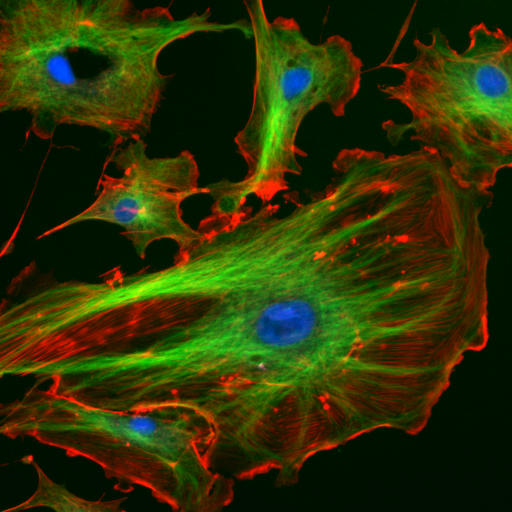
Endotheelcellen uit een longslagader van een rund. De celkernen zijn blauwgekleurd met
DAPI; microtubuli zijn groengekleurd met FITC; actinefilamenten zijn roodgekleurd met TRITC

Principe: belichting met blauw licht en waarneming van groen fluorescentielicht

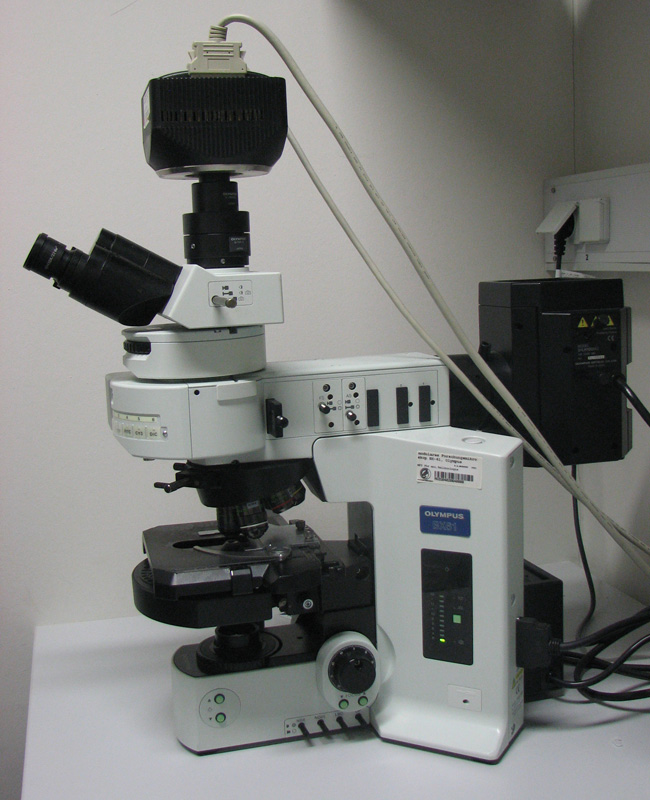
Een fluorescentiemicroscoop

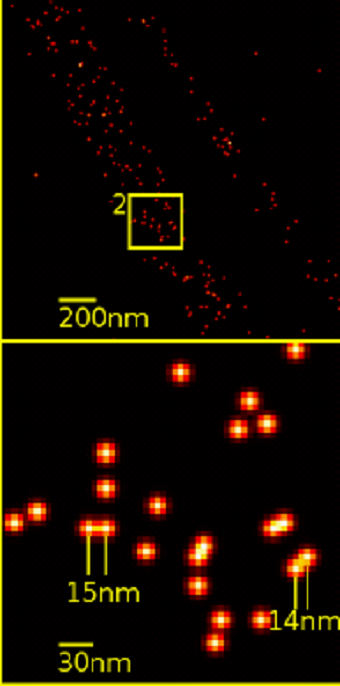
Resolutie tot 14 nm, waar de beste klassieke microscopen tot 250 nm gaan.

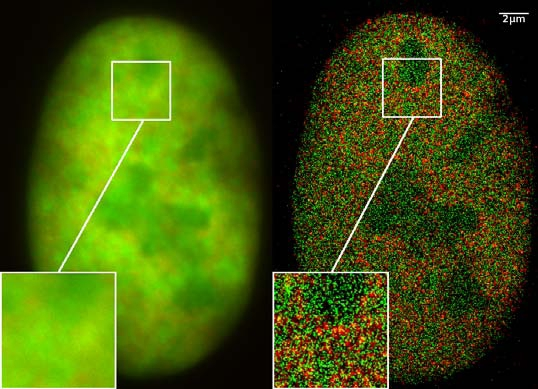
Een beenkankercel met links gewone en rechts hoge resolutie: individuele molecules worden zichtbaar

Fluorescentiemicroscopie is een techniek die in biologisch en medisch onderzoek wordt gebruikt waarbij fluorescerende kleurstoffen worden gebruikt die oplichten als ze worden bestraald met licht van een kortere golflengte. 
De meeste vormen van fluorescentiemicroscopie maken gebruik van sera van kunstmatig geproduceerde antistoffen. De methode wordt dan ook wel immunofluorescentie-, ofwel IF-microscopie genoemd. Deze zijn afkomstig van bijvoorbeeld muizen of ratten, en zijn specifiek gericht tegen een bepaald, bekend eiwit. Als het serum wordt toegevoegd aan een weefsel, zullen de antistoffen binden aan het doeleiwit. Niet-gebonden antistoffen worden weggewassen. De antistoffen zijn voorzien van een fluorescente kleurstof, en daarmee worden ze microscopisch zichtbaar. Er worden polyklonale en monoklonale sera onderscheiden. Monoklonale antistoffen zijn allemaal precies identiek (omdat ze afkomstig zijn van 1 unieke kloon van afweercellen), terwijl polyklonale antistoffen verschillende onderdelen van het eiwit kunnen herkennen.
In 2014 werd de Nobelprijs voor Scheikunde toegekend aan de Duitser Stefan Hell en de Amerikanen Eric Betzig en William Moerner voor "de ontwikkeling van superresolutie-fluorescentiemicroscopie".

## Typen fluorescentiemicroscopie
- Fenotypering:

Afhankelijk van hun functie produceren cellen verschillende eiwitten. Door te bepalen welke eiwitten een cel produceert kunnen cellen dus beter herkend worden, ook als ze microscopisch verder niet te onderscheiden zijn. Dit is vooral belangrijk bij tumoren en bij cellen van het immuunsysteem. Immuunfenotypering op biopten is belangrijk om bij lymfomen het celtype van de kankercel te bepalen. Ook de cellen van een ontstekingsinfiltraten kunnen ermee in kaart gebracht worden.
- Flowcytometrie:

Cellen die in het bloed aanwezig zijn kunnen gefenotypeerd worden op afgenomen bloed. Dit wordt vaak met speciale apparaten gedaan. De methode heet dan flowcytometrie, maar het werkt eigenlijk nog steeds met fluorescentiemicroscopie. Als zo'n apparaat de cellen ook kan scheiden, op basis van de kleur die aan de cel gebonden is, heet het een FACS-analyse. FACS staat voor 'Fluorescence Activated Cell Sorter'.
- Antigene mapping:

Een eiwit dat bijvoorbeeld door een genetische mutatie afwezig of sterk veranderd is, zal niet herkend worden, en geeft bij fluorescentiemicroscopie een afwezig of zwakker signaal dan gezond weefsel. Met 'antigene mapping' kan bijvoorbeeld bij een baby met blaren onderzocht worden of laminine 5 in de huid ontbreekt, zoals bij epidermolysis bullosa, type Herlitz het geval is.
- Directe IF-microscopie:

Immunofluorescentiemicroscopie heeft een belangrijke rol in het diagnosticeren van auto-immuunziektes. Hierbij worden antistoffen gevonden, gericht tegen onderdelen van het eigen lichaam. Als een stukje weefsel van een patiënt deze antistoffen bevat, kunnen deze zichtbaar worden gemaakt door ze te kleuren met fluorescent gelabelde (dierlijke) antistoffen gericht tegen menselijke antistoffen als IgG of IgA. Bijvoorbeeld bij purpura van Henoch-Schönlein zijn deposities van IgA te vinden in de vaatwand.
- Indirecte IF-microscopie:

Ook in het bloed van patiënten kunnen dergelijke auto-antistoffen aangetoond aanwezig zijn. Deze kunnen aangetoond worden door weefsel van gezonde controles bloot te stellen aan het serum van een patiënt (dat deze antistoffen bevat). Als ze inderdaad binden, kunnen ze gekleurd worden door als tweede stap antistoffen tegen menselijke antistoffen eraan toe te voegen. Door verschillende verdunningen van het patiëntenserum te testen, en te bepalen bij welke verdunning er nog net een signaal te detecteren is, kan een indruk gekregen worden van de hoeveelheid autoantistoffen. Voorbeeld: als een patiënt antinucleaire antistoffen (ANA) in z'n bloed heeft, kunnen deze bepaald worden door een gekweekte epitheelcellen eraan bloot te stellen. De ANA binden dan aan de celkern, wat via fluorescentiemicroscopie wordt zichtbaar gemaakt.